# Sebastapistes
Sebastapistes és un gènere de peixos pertanyent a la família dels escorpènids.

## Descripció
És molt similar a Scorpaena, llevat de la regió prepèlvica, la qual es troba completament coberta d'escates.

## Distribució geogràfica
Es troba a les aigües tropicals dels oceans Índic i Pacífic.

## Taxonomia
- Sebastapistes ballieui (Sauvage, 1875)[3]
- Sebastapistes bynoensis (Richardson, 1845)
- Sebastapistes coniorta (Jenkins, 1903)[4]
- Sebastapistes cyanostigma (Bleeker, 1856)[5]
- Sebastapistes fowleri (Pietschmann, 1934)[6][7][8]
- Sebastapistes galactacma (Jenkins, 1903)[4]
- Sebastapistes mauritiana (Cuvier, 1829)[9]
- Sebastapistes nuchalis (Günther, 1874)
- Sebastapistes strongia (Cuvier, 1829)[9]
- Sebastapistes tinkhami (Fowler, 1946)[10][11][12][13][14][15]